# Schichtenpsychologie
Die Schichtenpsychologie ist ein psychologischer Ansatz, der die menschliche Psyche in verschiedene Schichten oder Ebenen unterteilt. Diese Theorie wurde vor allem von dem deutschen Psychologen Erich Rothacker in den 1920er- und 1930er-Jahren entwickelt. Sie zielt darauf ab, die Komplexität der menschlichen Persönlichkeit und des Bewusstseins zu erfassen und zu erklären.

## Hintergrund
Rothackers Werk Die Schichten der Persönlichkeit (1938) gilt als das zentrale Werk dieser Richtung. In dieser Publikation beschreibt Rothacker, dass die Persönlichkeit des Menschen nicht als einheitliches Konstrukt zu betrachten ist, sondern aus verschiedenen Schichten besteht, die unterschiedliche psychologische Funktionen und Dispositionen repräsentieren. Diese Schichten können als oberflächliche und tiefere Aspekte der Psyche verstanden werden.

## Kernannahmen

### Mehrdimensionalität der Persönlichkeit
Die menschliche Psyche ist vielschichtig und umfasst sowohl bewusste als auch unbewusste Elemente, die in unterschiedlichen Schichten organisiert sind.

### Interaktion der Schichten
Die verschiedenen Schichten der Persönlichkeit beeinflussen sich gegenseitig. Veränderungen in einer Schicht können Auswirkungen auf andere Schichten haben.

### Entwicklung und Selbstverwirklichung
Ein zentrales Anliegen der Schichtenpsychologie ist die Entwicklung des Individuums durch das Verständnis und die Integration dieser Schichten, was zur Selbstverwirklichung führen kann.

## Relevanz
Die Schichtenpsychologie hat nicht nur theoretische Bedeutung, sondern auch praktische Implikationen für die Psychotherapie und die Entwicklungspsychologie. Sie bietet einen Rahmen, um psychische Probleme zu verstehen und therapeutische Interventionen zu gestalten, die die verschiedenen Ebenen der Persönlichkeit berücksichtigen.